# Nina E. Allender
Nina Evans Allender (Auburn, Kansas, 25 de diciembre de 1873-Plainfield, Nueva Jersey, 2 de abril de 1957) fue una artista, dibujante y feminista estadounidense. Estudió arte en Estados Unidos y Europa con William Merritt Chase y Robert Henri. Trabajó como organizadora, oradora y defensora del sufragio femenino y fue la "caricaturista oficial" de las publicaciones del Partido Nacional de la Mujer, creando lo que se conoció como la "Chica Allender".

## Biografía
Nina Evans nació el 25 de diciembre de 1873, en Auburn, Kansas. Su padre, David Evans, era del condado de Oneida, Nueva York y se mudó a Kansas, donde se trabajó como maestro antes de convertirse en superintendente de escuelas. Su madre, Eva Moore era maestra en una escuela de la pradera. La familia Evans vivía en Washington D. C. en septiembre de 1881 cuando Eva Evans trabajaba en el Departamento del Interior como empleada en la Oficina de Tierras, trabajo hasta agosto de 1902, fue una de las primeras mujeres empleadas por el gobierno federal. David Evans trabajó en el Departamento de Marina de los Estados Unidos como empleado y fue poeta y escritor de cuentos. Murió el 13 de diciembre de 1906 y fue enterrada en el Cementerio Nacional de Arlington.

En 1893, con 19 años, Nina Evans se casó con Charles H. Allender. Algunos años después, supuestamente él se llevó una suma de dinero del banco donde trabajaba y se escapó con otra mujer. Abandonada por su marido, Nina demandó a Charles por el divorcio en enero de 1905, alegando infidelidad. Ese año se les concedió el divorcio. 

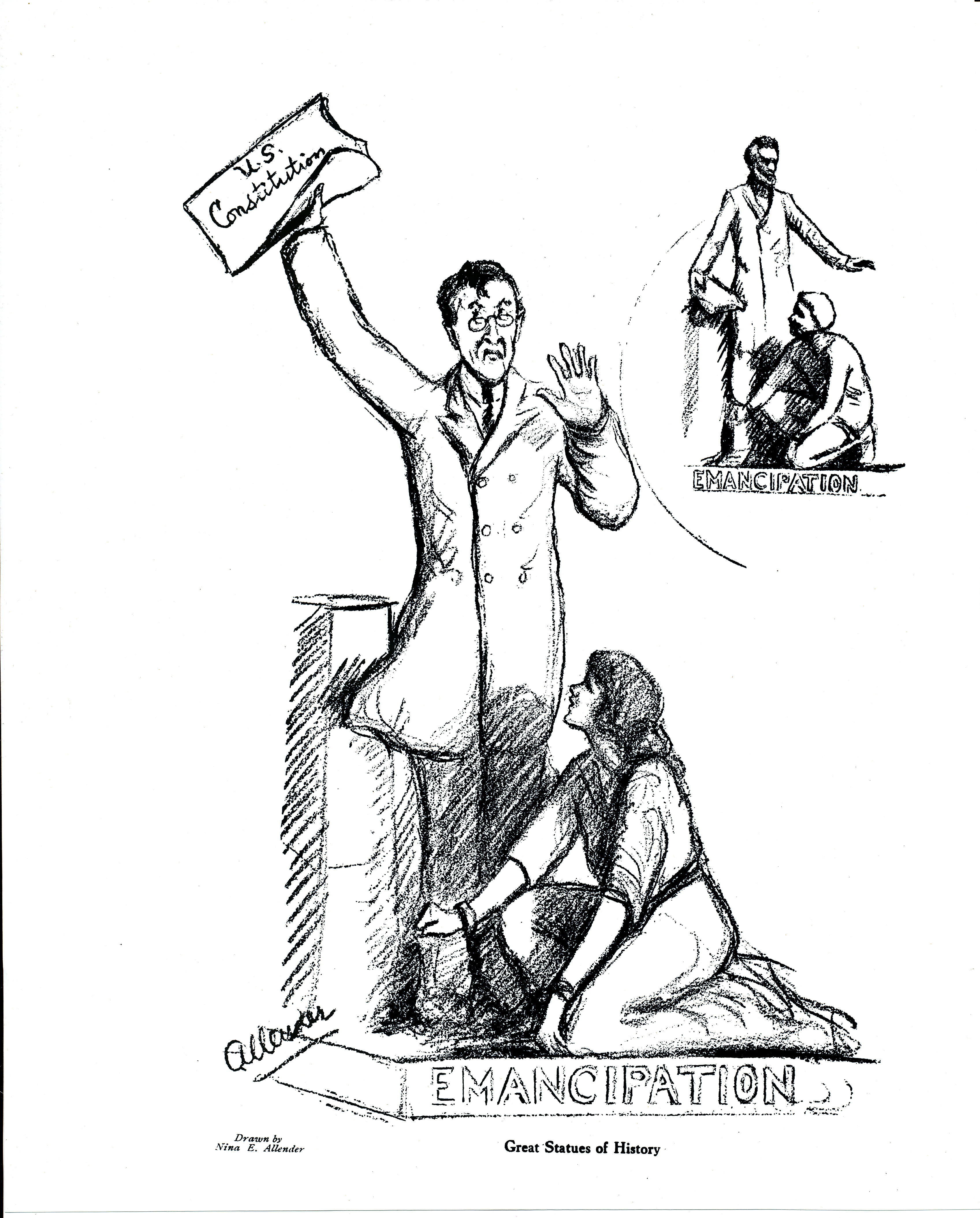
"Grandes estatuas de la historia", 1915

En 1906, Charles Sheeler y Morton Livingston Schamberg dibujaron un retrato de ella que formaba parte de la colección de la Corcoran Gallery of Art en Washington D. C., y cuando ese museo cerró fue transferido a la National Gallery of Art. Después de sus años en el extranjero estudiando arte, Allender trabajó en el Departamento del Tesoro y la Oficina de Tierras del Gobierno en Washington D. C.
Vivió en Washington D. C. en 1916 y mantuvo un estudio de arte en Nueva York Ciudad en 1917. En 1916, se trasladó a Washington D. C.,de allí a Chicago, Illinois,en 1942, y a Plainfield, Nueva Jersey,en 1956, donde murió un año después el 2 de abril de 1957.

## Arte y sufragio

### Educación y estilo
Allender se inscribió en clases en el Museo de Arte Corcoran y después estudió con Robert Henri y William Merritt Chase en la Academia de Bellas Artes de Pensilvania desde la primavera de 1903 hasta 1907. Pasó el verano de 1903 en una gira de pintura de verano dirigida por Chase. Allender se unió a la gira de pintura de verano de Robert Henri, consideró a William Merritt Chase y a Robert Henri como sus mentores. Durante un viaje de estudios europeo se hizo muy amiga de los pintores modernistas Charles Sheeler y Morton Schamberg. En Londres, fue alumna de Frank Brangwyn. Las obras de Allender en una exhibición de la Sociedad de Artistas de Washington en 1909 fueron descritas como «algunas excelentes imágenes de nieve».

### Sufragio de las mujeres

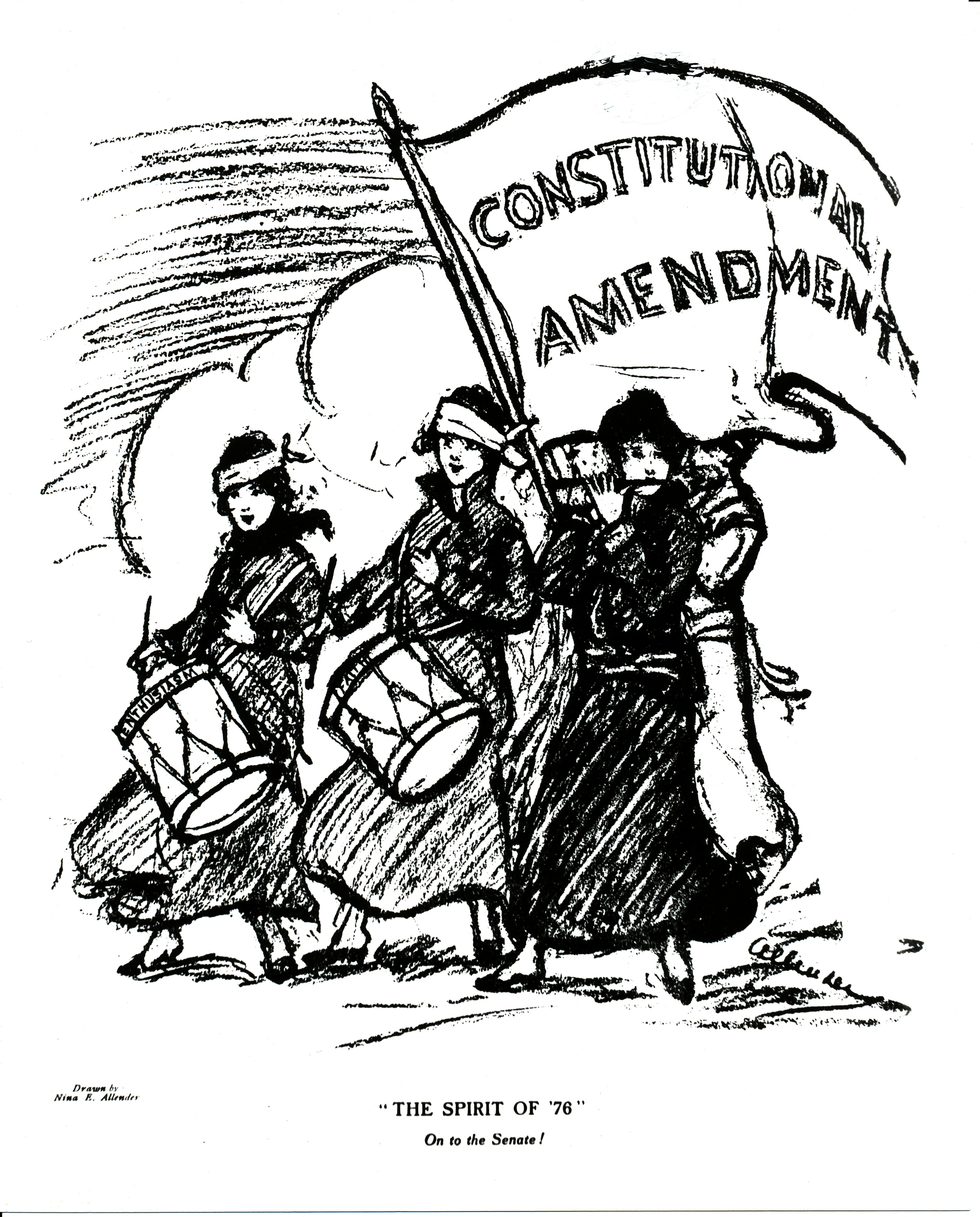
"El espíritu del 76. ¡Al Senado! ", 1915

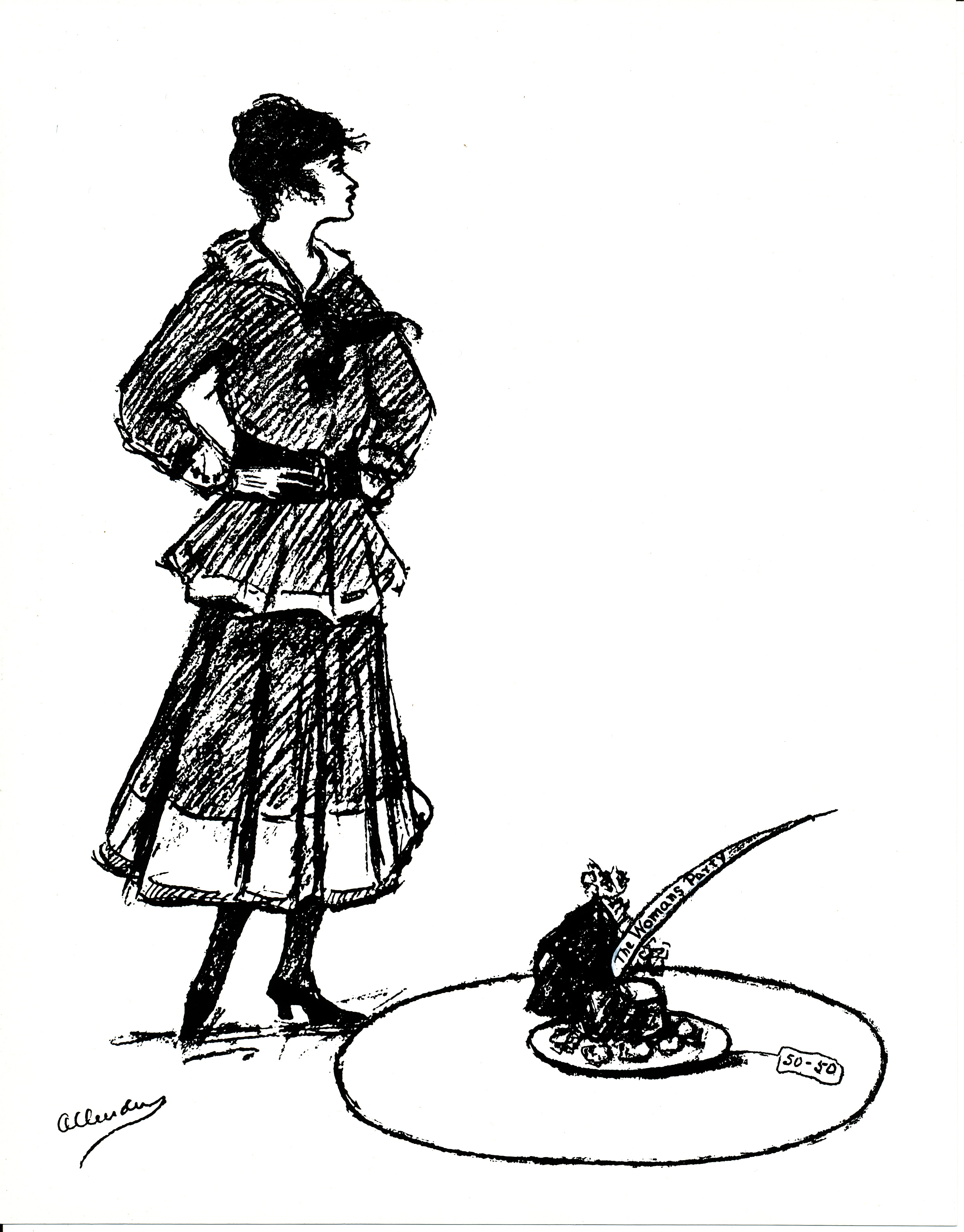
"Nuestro sombrero en el ring", 1916

Con 38 años, Nina Allender se involucró activamente en la Asociación Nacional Estadounidense del Sufragio de la Mujer (NAWSA). En 1912, Ohio celebró un referéndum sobre el sufragio femenino, y Allender viajó allí y disfrutó de colaborar puerta a puerta y manifestarse con otras sufragistas. Se había ofrecido como voluntaria para ayudar al Comité del Congreso de NAWSA en la planificación de su concurso de sufragio el 3 de marzo de 1912 en Washington. Allender fue nombrada presidente del comité de "reuniones al aire libre", así como de carteles, postales y colores". En el transcurso de un año se convirtió en presidenta de la Asociación de Sufragio Femenino del Distrito de Columbia y fue oradora destacada en numerosas reuniones locales.
En la primavera de 1913, fue presidenta del Club de Sufragio de Stanton, que celebró «El sufragio en relación con las mujeres de negocios». Allender compartió la plataforma del orador con la futura congresista Jeannette Rankin, una de las 14 mujeres que representan a varios estados para reunirse con el presidente Woodrow Wilson en una delegación por sufragio. Ese mismo año Eva y Nina fueron reclutadas en la Unión del Congreso de NAWSA más tarde el Partido Nacional de la Mujer por Alice Paul cuando estaba en Washington D. C. para dirigir el Comité del Congreso de NAWSA. Inez Haynes Irwin declaró que tanto Eva como Nina habían aceptado fácilmente hacer donaciones financieras mensuales y ofrecer su tiempo como voluntarios para la organización.
En abril de 1914, se trasladó temporalmente a Wilmington, Delaware para encabezar la Unión del Congreso de Delaware para el sufragio equitativo y para coordinar un desfile el 2 de mayo. Un año más tarde estaba en el consejo asesor de la Unión del Congreso nacional para Sufragio de la mujer y se convirtió en presidente de la rama local recién organizada de la Unión del Congreso. En un comunicado de prensa sobre el sufragio, Allender fue identificado como uno de los seis "oradores callejeros" de la campaña del sufragio. El 9 de diciembre de 1915, estaba programada para presidir una reunión de los presidentes y funcionarios estatales.
En 1916, fue delegada oficial en la convención de Chicago del recién inaugurado Partido Nacional de la Mujer. Ese otoño, el Partido Nacional de la Mujer la envió a cabildear en Wyoming a favor de la enmienda federal. Cuando el Partido Nacional de la Mujer comenzó a hacer piquetes en la Casa Blanca para presionar al presidente Wilson, Allender se unió al piquete y sirvió como delegada en un gran desfile por el sufragio. El Partido Nacional de la Mujer envió tarjetas de San Valentín, diseñadas por Allender, el 14 de febrero de 1917 al presidente Wilson ya los legisladores como un llamamiento más suave en la campaña para lograr el derecho de voto de las mujeres.

### Dibujante del Partido Nacional de la Mujer

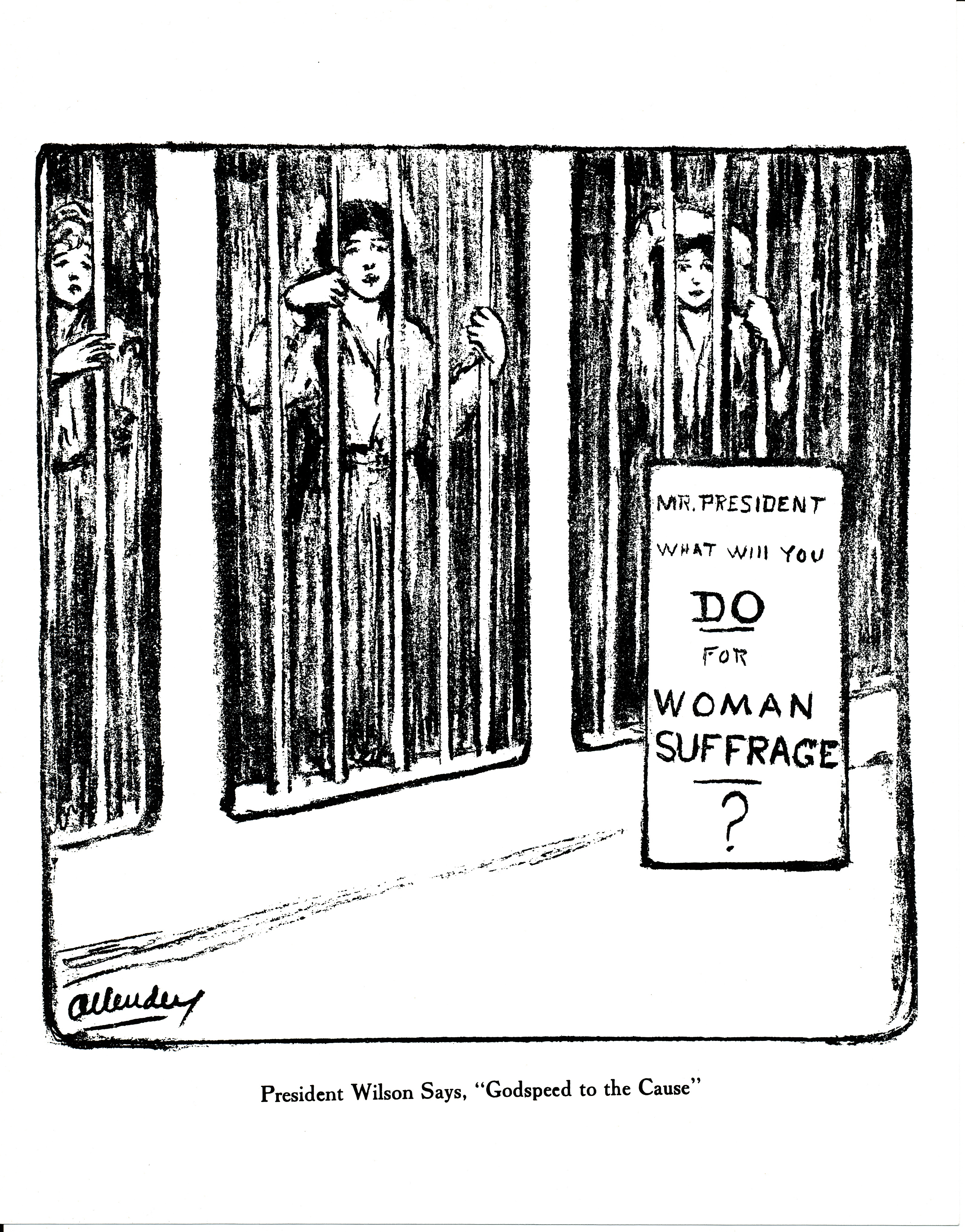
"El presidente Wilson dice," Buen viaje a la causa ", 1917

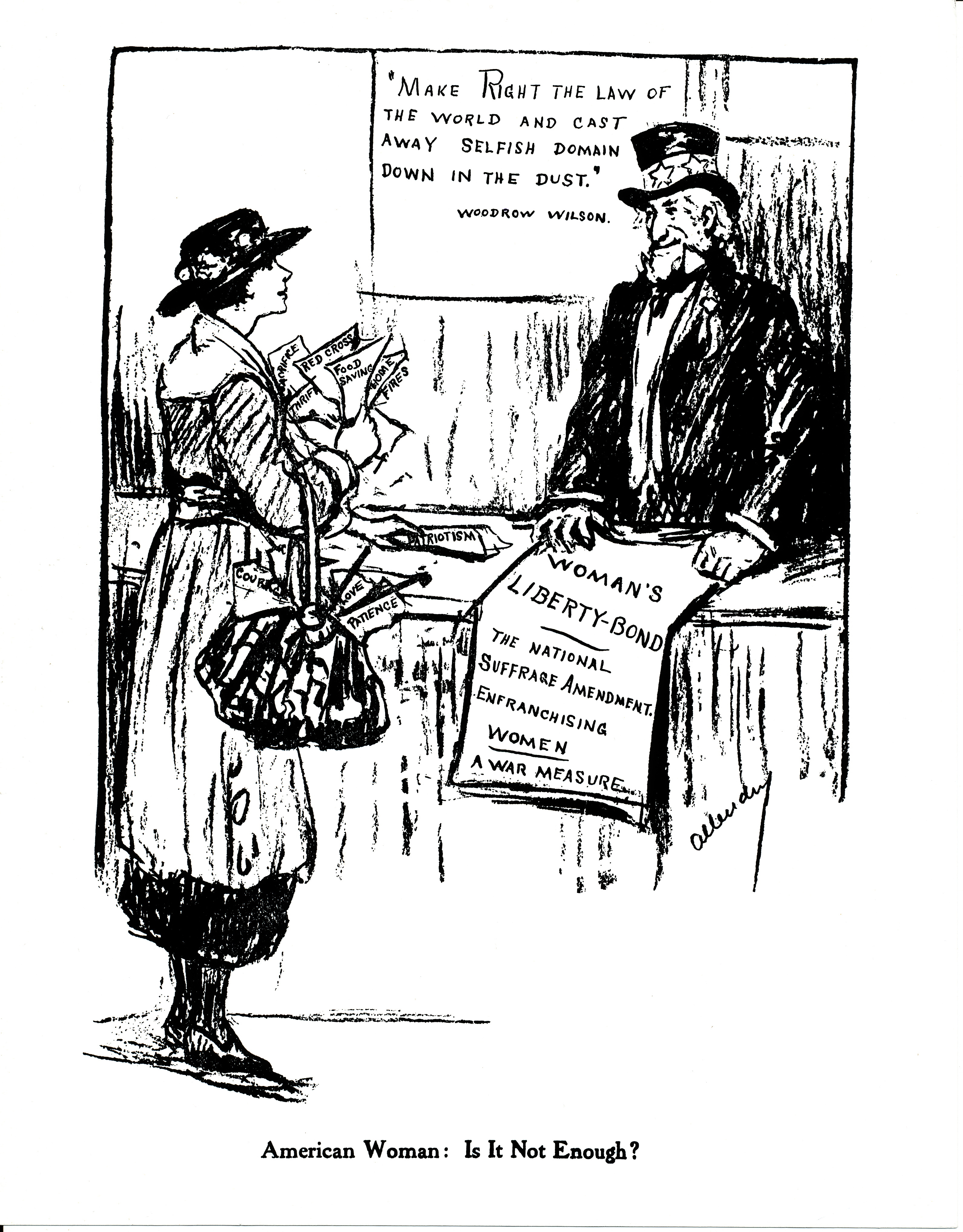
"Mujer americana: ¿No es suficiente?", 1918

Una parte integral de las campañas por los derechos de la mujer y el sufragio fueron sus periódicos. La Unión del Congreso bajo Alice Paul fundó su propia publicación, The Suffragist, en 1913. Allender fue la artista clave para la publicación que incluía caricaturas políticas. Los escritores fueron Alice Paul y Rheta Childe Dorr, la editora fundadora, quienes llegaron a Washington a instancias de Paul y Lucy Burns, otra líder del sufragio. Allender, habiendo sido persuadida por Paul, descubrió que tenía talento para dibujar caricaturas y se convirtió en la caricaturista oficial de The Suffragist. Su primera caricatura política, que retrataba la campaña y la necesidad de las mujeres de votar, se publicó en la edición del 6 de junio de 1914 en papel grueso de 10 "x 13". Toda la portada fue ocupada posteriormente por una caricatura de Nina Allender. Una revisión de 1918 de su trabajo admitió que su primer período "trató con viejos textos de sufragio, todavía tratando de demostrar que el lugar de la mujer ya no estaba en el hogar".
Los dibujos animados estadounidenses de principios del siglo XX habían disfrutado de la Gibson Girl de Charles Dana Gibson y la Brinkley Girl de Nell Brinkley. A Allender se le atribuyó la producción de 287 caricaturas políticas sobre el sufragio. Su representación de la "niña Allender", capturó la imagen de una mujer estadounidense joven y capaz, encarnando "el nuevo espíritu que entró en el movimiento del sufragio cuando Alice Paul y Lucy Burns llegaron a la Capital Nacional en 1913.
La imagen pública de los defensores de los derechos de las mujeres cambió a través de la representación de Allender de la joven elegante, atractiva y dedicada, como la Nueva Mujer educada, moderna y más libre.

Dio al público estadounidense, en caricaturas que han sido ampliamente copiadas y comentadas, un nuevo tipo de sufragista: mujeres jóvenes y celosas de una nueva generación decidida a no esperar más por un derecho justo. Fueron las caricaturas de la Sra. Allender, más que cualquier otra cosa, las que en los periódicos de este país empezaron a cambiar la idea que los caricaturistas tenían de la sufragista.

- "The Suffragist" como medio publicitario".

Otros temas en sus caricaturas fueron los congresistas, el tío Sam y los símbolos de la enmienda del sufragio femenino se utilizaron en la publicación para promover los esfuerzos del Partido Nacional de Mujeres y comunicar los eventos del movimiento por los derechos de las mujeres. 

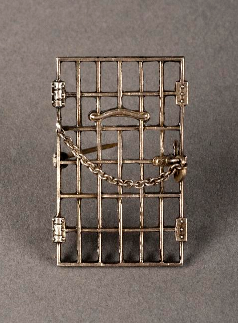
Pin "Encarcelado por la libertad" de Amelia Himes Walker, 1917

Allender diseñó el broche "Encarceladas por la libertad", que se otorgó a las mujeres que fueron encarceladas a partir de julio de 1917 por sus actividades de campaña y piquetes. Fue nombrado el broche "Encarcelado por la libertad" de Amelia Himes Walker en reconocimiento al período de dos meses en que la activista por los derechos de la mujer estuvo encarcelada en el Occoquan Workhouse y el encarcelamiento y abuso que habían sufrido otras sufragistas. La portada del número del 1 de septiembre de 1920 de The Suffragist tenía la victoria de Allender para simbolizar el logro del derecho al voto. La publicación se produjo semanalmente hasta 1921, luego fue reemplazada en 1923 por Equal Rights, para la cual Allender también creó caricaturas políticas. Continuó trabajando por la igualdad de derechos después de que las mujeres obtuvieron el derecho al voto, incluida la participación en el consejo del NWP, y se jubiló debido a problemas de salud en 1946.

### Organizaciones de arte

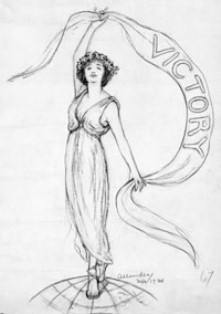
"Victory", The Suffragist, 1 de septiembre de 1920

Nina Allender fue miembro de las siguientes organizaciones artísticas.
- Arts Club of Washington D. C.,[1][40] miembro fundador[41]
- Art Students League of Washington[42] y fue su secretaria a principios de siglo.
- Club de Bellas Artes[5]
- Sociedad de Artistas de Washington[40]
- Club de acuarela de Washington

### Exhibiciones[40]
Las obras de Nina Allender se han exhibido en los siguientes lugares:
- Club de artes de Washington
- Cosmos Club de Washington
- Academia Nacional de Diseño
- Academia de Bellas Artes de Pensilvania
- La Sociedad de Artistas de Washington
- Biblioteca del Congreso.
- Casa y Museo Sewall-Belmont

### Legado
Tras la culminación de la cruzada del sufragio, Nina Allender permaneció activa en el Partido Nacional de la Mujer en su trabajo por la igualdad de género, y permaneció en su consejo durante otras dos décadas. Sus dibujos originales se guardaron inicialmente en la Biblioteca del Congreso, hasta que fueron recuperados por la Casa y Museo Sewall-Belmont (ahora Monumento Nacional de Igualdad de la Mujer Belmont-Paul ), que fue la sede del Partido Nacional de la Mujer. Algunos fueron reimpresos en colecciones.
Para conmemorar el 75 aniversario de la Decimonovena Enmienda en 1995, el Museo Nacional de la Mujer en las Artes organizó una exposición, "Defensa artística: dibujos animados del movimiento del sufragio femenino". Los artistas destacados fueron Allender, Lou Rogers y Blanche Ames.